# 김래훈
김래훈(한국 한자: 金來勳, 1993년 1월 26일~)은 대한민국의 축구 선수로 포지션은 미드필더이다.